# Staksbosjön
Staksbosjön är en sjö i Avesta kommun i Dalarna och ingår i Dalälvens huvudavrinningsområde.